# Anneckeida laotica
Anneckeida laotica är en stekelart som beskrevs av Boucek 1978. Anneckeida laotica ingår i släktet Anneckeida och familjen gallglanssteklar.
Artens utbredningsområde är Laos. Inga underarter finns listade i Catalogue of Life.